# Eois deleta
Eois deleta là một loài bướm đêm trong họ Geometridae.